# Unterseeboot 81 (1941)
Pour les articles homonymes, voir Unterseeboot 81.
Le Unterseeboot 81 (ou U-81) est un U-Boot type VII C de la Kriegsmarine pendant la Seconde Guerre mondiale.

## Construction
L'U-81 découle du programme 1937-1938 pour une nouvelle classe de sous-marins océaniques. Il est de type VII C lancé entre 1936 et 1940. Construit dans les chantiers de Bremer Vulkan-Vegesacker Werft à Bremen-Vegesack, la quille du U-81 est posée le 11 mai 1940 et il est lancé le 22 février 1941. L'U-81 entre en service deux mois plus tard.

## Présentation
Entré au service le 26 avril 1941, l'U-81 est d'abord affecté à l'entrainement des équipages en formation, au sein de la 1. Unterseebootsflottille à Kiel.

Le 1er août 1941, l'U-81 devient opérationnel toujours dans la 1. Unterseebootsflottille, à Kiel, et plus tard à la base sous-marine de Brest en France.
Il reçoit sa première mission de guerre, au départ du port de Trondheim, le 17 juillet 1941, sous les ordres de l'Oberleutnant zur See Friedrich Guggenberger. Il rejoint Kirkenes le 7 août 1941 après vingt-deux jours de croisière.
Le 13 novembre 1941, à proximité de Gibraltar, il repère le porte-avions de la Royal Navy HMS Ark Royal, de retour de l'Opération Perpetual, et lui lance avec succès une torpille. Le porte-avions sombre le lendemain, après avoir chaviré.
L'Unterseeboot 81 a effectué dix-sept patrouilles dans lesquelles il a coulé vingt-quatre navires marchands pour un total de 41 784 tonneaux, un navire de guerre auxiliaire de 1 150 tonneaux, un navire de guerre de 22 600 tonnes et a endommagé un navire marchand de 6 671 tonneaux et endommagé de manière irrécupérable un navire marchand de 7 472 tonneaux pour un total de 409 jours en mer.
Sa dix-septième patrouille commence le 30 décembre 1943, du port de Pola en Croatie, sous les ordres de l'Oberleutnant zur See Johann-Otto Krieg. Il y retourne après cinq jours de mer le 3 janvier 1944
L'U-81 est coulé le 9 janvier 1944 à 11 heures 30 minutes en Méditerranée à Pola, à la position géographique de 44° 52′ N, 13° 51′ E, lors d'un raid aérien effectué par le 15th USAAF. Cette attaque cause au moins les morts de deux membres d'équipage, le nombre de survivants étant inconnu. Il est renfloué le 22 avril 1944 pour être démoli.

## Affectation
- 1. Unterseebootsflottille à Kiel du 26 avril 1941 au 31 juillet 1941 (Flottille d'entraînement).
- 1. Unterseebootsflottille à Kiel, puis Brest du 1er août 1941 au 30 novembre 1941 (Flottille de combat).
- 29. Unterseebootsflottille à La Spezia/Toulon/Pola/Île de Salamine du 1er décembre 1941 au 9 janvier 1944 (Flottille de combat).

## Commandement

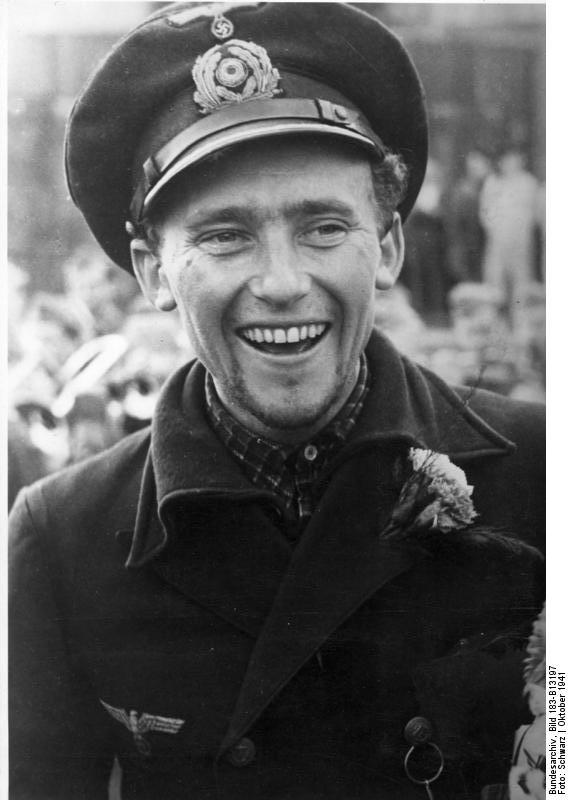
Friedrich Guggenberger

- Kapitänleutnant Friedrich Guggenberger du 26 avril 1941 au 24 décembre 1942
- Oberleutnant zur See Johann-Otto Krieg du 25 décembre 1942 au 9 janvier 1944

## Patrouilles
|       | Commandant                    | Départ            | Départ          | Arrivée           | Arrivée         | Jours     | Succès   |
| ----- | ----------------------------- | ----------------- | --------------- | ----------------- | --------------- | --------- | -------- |
|       | Oblt. Friedrich Guggenberger  | 21 juin 1941      | Kiel            | 3 juillet 1941    | Trondheim       | 13 jours  |          |
| 1     | Oblt. Friedrich Guggenberger  | 17 juillet 1941   | Trondheim       | 7 août 1941       | Kirkenes        | 22 jours  |          |
|       | Oblt. Friedrich Guggenberger  | 9 août 1941       | Kirkenes        | 13 août 1941      | Trondheim       | 5 jours   |          |
| 2     | Oblt. Friedrich Guggenberger  | 27 août 1941      | Trondheim       | 19 septembre 1941 | Brest           | 24 jours  | 8 843    |
|       | Kptlt. Friedrich Guggenberger | 29 octobre 1941   | Brest           | 31 octobre 1941   | Brest           | 3 jours   |          |
| 3     | Kptlt. Friedrich Guggenberger | 4 novembre 1941   | Brest           | 10 décembre 1941  | La Spezia       | 37 jours  | 22 600   |
| 4     | Kptlt. Friedrich Guggenberger | 27 janvier 1942   | La Spezia       | 4 mars 1942       | La Spezia       | 37 jours  |          |
| 5     | Kptlt. Friedrich Guggenberger | 4 avril 1942      | La Spezia       | 25 avril 1942     | Île de Salamine | 22 jours  | 7 682    |
| 6     | Kptlt. Friedrich Guggenberger | 6 mai 1942        | Île de Salamine | 3 juin 1942       | Île de Salamine | 29 jours  |          |
| 7     | Kptlt. Friedrich Guggenberger | 6 juin 1942       | Île de Salamine | 24 juin 1942      | La Spezia       | 19 jours  | 2 073    |
| 8     | Kptlt. Friedrich Guggenberger | 5 octobre 1942    | La Spezia       | 16 novembre 1942  | La Spezia       | 43 jours  | 8 499    |
| 9     | Kptlt. Friedrich Guggenberger | 24 novembre 1942  | La Spezia       | 21 décembre 1942  | Pola            | 28 jours  |          |
| 10    | Oblt. Johann-Otto Krieg       | 30 janvier 1943   | Pola            | 19 février 1943   | Île de Salamine | 21 jours  | 7 059    |
| 11    | Oblt. Johann-Otto Krieg       | 6 mars 1943       | Île de Salamine | 7 avril 1943      | Pola            | 33 jours  | 454      |
| 12    | Oblt. Johann-Otto Krieg       | 6 juin 1943       | Pola            | 4 juillet 1943    | Île de Salamine | 29 jours  | 12 108   |
| 13    | Oblt. Johann-Otto Krieg       | 14 juillet 1943   | Île de Salamine | 25 juillet 1943   | Pola            | 12 jours  | 7 472    |
| 14    | Oblt. Johann-Otto Krieg       | 1er août 1943     | Pola            | 10 août 1943      | Pola            | 10 jours  |          |
| 15    | Oblt. Johann-Otto Krieg       | 20 septembre 1943 | Pola            | 13 octobre 1943   | Pola            | 24 jours  |          |
| 16    | Oblt. Johann-Otto Krieg       | 10 novembre 1943  | Pola            | 23 novembre 1943  | Pola'           | 14 jours  | 2 887    |
| 17    | Oblt. Johann-Otto Krieg       | 30 décembre 1943  | Pola            | 3 janvier 1944    | Pola            | 5 jours   |          |
| Total | Total                         | Total             | Total           | Total             | Total           | 409 jours | 79 677 t |

Note : Kptlt. = Kapitänleutnant - Oblt. = Oberleutnant zur See

### Opérations Wolfpack
L'U-81 a opéré avec les Wolfpacks (meutes de loup) durant sa carrière opérationnelle:
- Markgraf (1er septembre 1941 - 11 septembre 1941)
- Arnauld (5 novembre 1941 - 18 novembre 1941)
- Wal (10 novembre 1942 - 15 novembre 1942)

## Navires coulés
L'Unterseeboot 81 a coulé 24 navires marchands pour un total de 41 784 tonneaux, 1 navire de guerre auxiliaire de 1 150 tonneaux, 1 navire de guerre de 22 600 tonnes et a endommagé 1 navire marchand de 6 671 tonneaux et endommagé de manière irrécupérable 1 navire marchand de 7 472 tonneaux au cours des 17 patrouilles (409 jours en mer) qu'il effectua.
| Date              | Nom                 | Nationalité     | Tonnage (GRT) | Fait                      |
| ----------------- | ------------------- | --------------- | ------------- | ------------------------- |
| 9 septembre 1941  | Empire Springbuck   | Grande-Bretagne | 5 591         | Coulé                     |
| 10 septembre 1941 | Sally Mærsk         | Grande-Bretagne | 3 252         | Coulé                     |
| 13 novembre 1941  | HMS Ark Royal       | Grande-Bretagne | 22 600        | Coulé                     |
| 16 avril 1942     | Bab el Farag*       | Égypte          | 105           | Coulé                     |
| 16 avril 1942     | Caspia              | Grande-Bretagne | 6,018         | Coulé                     |
| 16 avril 1942     | Fatouhel el Rahman* | Égypte          | 97            | Coulé                     |
| 16 avril 1942     | FFL Vikings (P 41)  | France          | 1 150         | Coulé                     |
| 19 avril 1942     | Hefz el Rahman*     | Égypte          | 90            | Coulé                     |
| 22 avril 1942     | Aziza*              | Égypte          | 100           | Coulé                     |
| 22 avril 1942     | Havre               | Grande-Bretagne | 2 073         | Coulé                     |
| 10 novembre 1942  | Garlinge            | Grande-Bretagne | 2 012         | Coulé                     |
| 13 novembre 1942  | Maron               | Grande-Bretagne | 6 487         | Coulé                     |
| 10 février 1943   | Saroena             | Grande-Bretagne | 6 671         | Endommagé                 |
| 11 février 1943   | Al Kasbanah*        | Égypte          | 110           | Coulé                     |
| 11 février 1943   | Dolphin*            | Palestine       | 135           | Coulé                     |
| 11 février 1943   | Husni*              | Liban           | 107           | Coulé                     |
| 11 février 1943   | Sabah al Kheir*     | Égypte          | 36            | Coulé                     |
| 20 mars 1943      | Bourgheih*          | Égypte          | 244           | Coulé                     |
| 20 mars 1943      | Mawahab Allah*      | Syrie           | 77            | Coulé                     |
| 28 mars 1943      | Rouisdi*            | Égypte          | 133           | Coulé                     |
| 17 juin 1943      | Yoma                | Grande-Bretagne | 8 131         | Coulé                     |
| 25 juin 1943      | Nisr*               | Égypte          | 80            | Coulé                     |
| 26 juin 1943      | Nelly*              | Syrie           | 80            | Coulé                     |
| 26 juin 1943      | Toufic Allah*       | Syrie           | 75            | Coulé                     |
| 27 juin 1943      | Michalios           | Grèce           | 3 742         | Coulé                     |
| 22 juillet 1943   | Empire Moon         | Grande-Bretagne | 7 472         | Endommagé - Irrécupérable |
| 18 novembre 1943  | Empire Dunstan      | Grande-Bretagne | 887           | Coulé                     |

* navire à voile